# Mieścisko (gromada)
Mieścisko – dawna gromada, czyli najmniejsza jednostka podziału terytorialnego Polskiej Rzeczypospolitej Ludowej w latach 1954–1972.
Gromady, z gromadzkimi radami narodowymi (GRN) jako organami władzy najniższego stopnia na wsi, funkcjonowały od reformy reorganizującej administrację wiejską przeprowadzonej jesienią 1954 do momentu ich zniesienia z dniem 1 stycznia 1973, tym samym wypierając organizację gminną w latach 1954–1972.
Gromadę Mieścisko z siedzibą GRN w Mieścisku utworzono – jako jedną z 8759 gromad na obszarze Polski – w powiecie wągrowieckim w woj. poznańskim, na mocy uchwały nr 40/54 WRN w Poznaniu z dnia 5 października 1954. W skład jednostki weszły obszary dotychczasowych gromad Gołaszewo, Gorzewo, Mieścisko, Wiela, Zakrzewo i Zbietka, ponadto miejscowość Podlesie Kościelne z dotychczasowej gromady Podlesie Kościelne oraz osiedle Budziejewko z dotychczasowej gromady Budziejewo – ze zniesionej gminy Mieścisko w tymże powiecie. Dla gromady ustalono 26 członków gromadzkiej rady narodowej.
1 stycznia 1959 do gromady Mieścisko włączono  miejscowości Mirkowice, Mirkowiczki i Żabiczyn ze znoszonej gromady Rąbczyn oraz obszar zniesionej gromady Miłosławice (bez miejscowości Jaroszewo, Pląskowo i Pląskówko) w tymże powiecie.
1 stycznia 1962 do gromady Mieścisko włączono obszar zniesionej gromady Łopienno w tymże powiecie, po czym z gromady Mieścisko wyłączono miejscowości Julianowo, Łopienno, Łopiennica, Probostwo i Wilanów (de jure 31 grudnia 1961), włączając je do gromady Mieleszyn w powiecie gnieźnieńskim w tymże województwie.
Gromada przetrwała do końca 1972 roku, czyli do kolejnej reformy gminnej. 1 stycznia 1973 w powiecie wągrowieckim reaktywowano gminę Mieścisko.